# Elatostema scabriusculum
Elatostema scabriusculum är en nässelväxtart som beskrevs av Setchell. Elatostema scabriusculum ingår i släktet Elatostema och familjen nässelväxter. Inga underarter finns listade i Catalogue of Life.